# N/A
N/A或n/a是英语“不适用”（Not applicable）等类似单词的缩写，常可在各种表格中看到。
N/A比较多用在填写表格的时候，表示“本栏目（对我）不适用”。在没有东西可填写，但空格也不允许此項留白的时候，可以写N/A。在英语国家，也会用n/a或者n.a.来表达，都是同一个意思。
N/A可以有四种相近的意思：
- Not Applicable[1]：“不适用”，多见于需要填写的表格，比如说汽车的参数中有火花塞的相关参数，那么对于柴油汽车就是“不适用”的，因为柴油发动机是压燃结构，没有火花塞也可運作。
- Not available：没有，无法获得，无法达到，没空的：比如演出或者球赛的门票售罄，就说not available。
- Not any：没有，一点也没有（Not any）：较口语化，表示否定，例如：There are not any buses after midnight. 午夜之后就没有公車巴士了。
- No answer：对问题没有答案或者问题的答案没有给出。